# آرامگاه هفت‌تنان
مسجد حاج غفار مربوط به دوره قاجار است و در تبریز، خیابان ۱۷ شهریور واقع شده و این اثر در تاریخ ۷ مهر ۱۳۸۱ با شمارهٔ ثبت ۶۲۱۵ به‌عنوان یکی از آثار ملی ایران به ثبت رسیده است. آرامگاه هفت‌تنان (یِدّیلَر) در داخل این مسجد قرار گرفته‌است.